# Olympische Geschichte der Seychellen
| Gelbes Symbol für Goldmedaillen mit stilisierten Olympischen Ringen | Graues Symbol für Silbermedaillen mit stilisierten Olympischen Ringen | Braundes Symbol für Bronzemedaillen mit stilisierten Olympischen Ringen |
| ------------------------------------------------------------------- | --------------------------------------------------------------------- | ----------------------------------------------------------------------- |
| —                                                                   | —                                                                     | —                                                                       |

Seychellen, dessen NOK, das Seychelles National Olympic Committee, 1979 gegründet wurde, nahm erstmals 1980 an Olympischen Sommerspielen teil. Mit Ausnahme der Spiele von 1988 nahmen die Seychellen an allen folgenden Sommerspielen teil. Zu Winterspielen wurden bislang keine Sportler geschickt. Medaillen konnten Sportler und Sportlerinnen des Inselstaates im Indischen Ozean nicht erringen.

## Übersicht
Die erste Teilnahme der Seychellen an Olympischen Spielen fand in Moskau 1980 statt. Elf Sportler, darunter zwei Frauen traten in der Leichtathletik und im Boxen an. Erster Olympionike war der Federgewichtsboxer Ramy Zialor, der am 20. Juli 1980 in den Ring stieg. Erste Olympionikin war die 800-Meter-Läuferin Margaret Morel, die am 24. Juli antrat.
Zu den Spielen von Seoul 1988 wurden keine Sportler geschickt. Die Seychellen ließen die Einladung des IOC unbeantwortet, um so ihre Solidarität zu Nordkorea zu bekunden. In Barcelona 1992 nahmen erstmals Segler und Schwimmer von den Seychellen teil, 1996 in Atlanta ein Gewichtheber und 2000 in Sydney ein Judoka.
2004 in Athen waren die Seychellen erstmals im Kanusport vertreten, 2008 in Peking im Badminton. Bislang konnte sich kein Teilnehmer der Seychellen für eine weitere Runde in seiner Disziplin qualifizieren.

## Übersicht der Teilnehmer

### Sommerspiele
| Jahr      | Athleten           | Athleten           | Athleten           | Sportarten         | Sportarten         | Sportarten         | Sportarten         | Sportarten         | Sportarten         | Sportarten         | Sportarten         | Medaillen          | Medaillen          | Medaillen          | Medaillen          | Rang               |
| Jahr      | Gesamt             |                    |                    |                    |                    |                    |                    |                    |                    |                    |                    |                    |                    |                    | Medaillen – Gesamt | Rang               |
| --------- | ------------------ | ------------------ | ------------------ | ------------------ | ------------------ | ------------------ | ------------------ | ------------------ | ------------------ | ------------------ | ------------------ | ------------------ | ------------------ | ------------------ | ------------------ | ------------------ |
| 1896–1976 | nicht teilgenommen | nicht teilgenommen | nicht teilgenommen | nicht teilgenommen | nicht teilgenommen | nicht teilgenommen | nicht teilgenommen | nicht teilgenommen | nicht teilgenommen | nicht teilgenommen | nicht teilgenommen | nicht teilgenommen | nicht teilgenommen | nicht teilgenommen | nicht teilgenommen | nicht teilgenommen |
| 1980      | 11                 | 9                  | 2                  |                    | 2                  |                    |                    |                    | 9                  |                    |                    |                    |                    |                    |                    |                    |
| 1984      | 9                  | 8                  | 1                  |                    | 4                  |                    |                    |                    | 5                  |                    |                    |                    |                    |                    |                    |                    |
| 1988      | nicht teilgenommen | nicht teilgenommen | nicht teilgenommen | nicht teilgenommen | nicht teilgenommen | nicht teilgenommen | nicht teilgenommen | nicht teilgenommen | nicht teilgenommen | nicht teilgenommen | nicht teilgenommen | nicht teilgenommen | nicht teilgenommen | nicht teilgenommen | nicht teilgenommen | nicht teilgenommen |
| 1992      | 11                 | 10                 | 1                  |                    | 2                  |                    |                    |                    | 4                  | 4                  | 1                  |                    |                    |                    |                    |                    |
| 1996      | 9                  | 8                  | 1                  |                    | 3                  | 1                  |                    |                    | 2                  | 1                  | 2                  |                    |                    |                    |                    |                    |
| 2000      | 9                  | 6                  | 3                  |                    |                    | 1                  | 1                  |                    | 2                  | 2                  | 3                  |                    |                    |                    |                    |                    |
| 2004      | 9                  | 7                  | 2                  |                    | 1                  | 1                  | 1                  | 1                  | 2                  | 2                  | 1                  |                    |                    |                    |                    |                    |
| 2008      | 9                  | 6                  | 3                  | 2                  |                    | 1                  |                    | 1                  | 2                  | 2                  | 1                  |                    |                    |                    |                    |                    |
| 2012      | 6                  | 4                  | 2                  |                    | 1                  |                    | 1                  |                    | 2                  | 2                  |                    |                    |                    |                    |                    |                    |
| 2016      | 10                 | 8                  | 2                  |                    | 1                  | 1                  | 1                  |                    | 2                  | 2                  | 3                  |                    |                    |                    |                    |                    |
| 2020      | 5                  | 4                  | 1                  |                    |                    |                    | 1                  |                    | 1                  | 2                  | 1                  |                    |                    |                    |                    |                    |
| 2024      | 3                  | 2                  | 1                  |                    |                    |                    |                    |                    | 1                  | 2                  |                    |                    |                    |                    |                    |                    |
| Gesamt    | Gesamt             | Gesamt             | Gesamt             | Gesamt             | Gesamt             | Gesamt             | Gesamt             | Gesamt             | Gesamt             | Gesamt             | Gesamt             | 0                  | 0                  | 0                  | 0                  |                    |

### Winterspiele
| Jahr      | Athleten           | Athleten           | Athleten           | Flaggenträger      | Sportarten         | Medaillen          | Medaillen          | Medaillen          | Medaillen          | Rang               |
| Jahr      | Gesamt             | m                  | w                  | Flaggenträger      | Sportarten         |                    |                    |                    | Medaillen – Gesamt | Rang               |
| --------- | ------------------ | ------------------ | ------------------ | ------------------ | ------------------ | ------------------ | ------------------ | ------------------ | ------------------ | ------------------ |
| 1924–2022 | nicht teilgenommen | nicht teilgenommen | nicht teilgenommen | nicht teilgenommen | nicht teilgenommen | nicht teilgenommen | nicht teilgenommen | nicht teilgenommen | nicht teilgenommen | nicht teilgenommen |
| Gesamt    | Gesamt             | Gesamt             | Gesamt             | Gesamt             | Gesamt             | 0                  | 0                  | 0                  | 0                  |                    |

## Liste der Medaillengewinner

### Goldmedaillen
Bislang (Stand 2024) keine Goldmedaillen.

### Silbermedaillen
Bislang (Stand 2024) keine Silbermedaillen.

### Bronzemedaillen
Bislang (Stand 2024) keine Bronzemedaillen.